# Volby do Evropského parlamentu ve Slovinsku 2009
Volby do Evropského parlamentu se ve Slovinsku konaly 7. června 2009. Volební účast byla 28,83 %. Voleno bylo 7 poslanců.

## Volební výsledky
| Politický subjekt                          | Frakce v EP                                        | Hlasy   | Procenta | Mandáty |
| ------------------------------------------ | -------------------------------------------------- | ------- | -------- | ------- |
| Slovenska demokratska stranka              | Evropská lidová strana                             | 123 369 | 26,65 %  | 2       |
| Socialni demokrati                         | Strana evropských socialistů                       | 85 402  | 18,45 %  | 2       |
| Nova Slovenija – Krščanska ljudska stranka | Evropská lidová strana                             | 76 497  | 16,53 %  | 1       |
| Liberalna demokracija Slovenije            | Evropská liberální, demokratická a reformní strana | 53 212  | 11,5 %   | 1       |
| Zares                                      | Evropská liberální, demokratická a reformní strana | 45 237  | 9,77 %   | 1       |
| Demokratična stranka upokojencev Slovenije |                                                    | 33 291  | 7,19 %   | 0       |
| Slovenska ljudska stranka                  | Evropská lidová strana                             | 16 599  | 3,59 %   | 0       |
| Slovenska nacionalna stranka               |                                                    | 13 227  | 2,86 %   | 0       |